# Rue du Bac (métro de Paris)
Pour les articles homonymes, voir Rue du Bac (homonymie) et Bac.
Rue du Bac est une station de la ligne 12 du métro de Paris, située dans le 7e arrondissement de Paris.

## Situation
La station est implantée au cœur du quartier Saint-Thomas-d'Aquin, sous l'amorce du boulevard Raspail, à son intersection avec le boulevard Saint-Germain et la rue du Bac. Approximativement orientée selon un axe nord/sud, elle s'intercale entre les stations Solférino et Sèvres - Babylone. En direction de Mairie d'Issy, elle marque le début du plus long alignement droit de la ligne jusqu'à la station Notre-Dame-des-Champs (via les stations Sèvres - Babylone et Rennes).

## Histoire
La station est ouverte le 5 novembre 1910 avec la mise en service du premier tronçon de la ligne A de la Société du chemin de fer électrique souterrain Nord-Sud de Paris (dite Nord-Sud), entre Porte de Versailles et le terminus provisoire de Notre-Dame-de-Lorette.
Elle doit sa dénomination à sa proximité avec la rue du Bac, laquelle tire son nom du fait qu'à son débouché face à la Seine, vers 1550 un bac était utilisé pour la construction du palais des Tuileries, sur la rive droite du fleuve. La station est ainsi une des huit du réseau dont l'appellation actuelle précise en préfixe la typologie de la voie dont elle reprend le toponyme (hors places et ponts), avec Rue Saint-Maur (ligne 3), Quai de la Rapée (ligne 5), Quai de la Gare (ligne 6) Rue de la Pompe (ligne 9), Rue des Boulets (ligne 9), Avenue Émile-Zola (ligne 10) et Malakoff - Rue Étienne-Dolet (ligne 13).
Le 27 mars 1931, la ligne A devient l'actuelle ligne 12 du métro à la suite de l'absorption de la société du Nord-Sud le 1er janvier 1930 par sa concurrente : la Compagnie du chemin de fer métropolitain de Paris (dite CMP), qui gère la concession de l'essentiel des autres lignes du réseau.
Comme l'ensemble des points d'arrêt de la ligne 12 de 1959 à 1960, les quais sont modernisés par la mise en place d'un carrossage métallique sur les piédroits, avec des montants horizontaux verts et des cadres publicitaires dorés, éclairés par le haut. Cette technique d'aménagement est alors largement utilisée sur le réseau en tant que moyen de rénover les stations rapidement et à moindre coût.
Mais compte tenu de l'état de dégradation des quais, ce carrossage est rapidement retiré au profit d'une décoration de style « Andreu-Motte », appliquée à un tiers des stations du réseau entre 1974 et 1984, ici de couleur marron orangé avec le remplacement des faïences biseautées d'origine par du carrelage blanc plat. Ceci entraîne également la disparition des ornements en céramique typiques du Nord-Sud, de couleur marron en l'occurrence (teinte appliquée aux stations sans correspondance).
Dans le cadre du programme « Renouveau du métro » de la RATP, les couloirs et la salle de distribution des titres de transport sont rénovés à leur tour le 17 décembre 2005.
Le 24 février 2011, à l'initiative de la RATP, un panneau culturel à la mémoire du poète René Char est installé sur le piédroit du quai en direction de Mairie d'Issy.

### Fréquentation
Selon les estimations de la RATP, la station a vu entrer 2 304 665 voyageurs en 2019, ce qui la place à la 225e position des stations de métro pour sa fréquentation sur 302,. En 2020, avec la crise du Covid-19, son trafic annuel tombe à 916 367 voyageurs, la reléguant alors au 252e rang, avant de remonter progressivement en 2021 avec 1 423 364 entrants comptabilisés, ce qui la place à la 241e position des stations du réseau pour sa fréquentation sur 304 cette année-là,.

## Services aux voyageurs

### Accès
La station dispose d'une entrée principale et d'une sortie secondaire réunies sous l'intitulé « Boulevard Raspail », débouchant sur le terre-plein central du boulevard précité, face au no 2. La première bouche de métro, constituée d'un escalier fixe, est ornée d'un entourage en céramique et en fer forgé dans le style caractéristique de l'ancien réseau Nord-Sud, tandis que la seconde, simplement agrémentée d'un entourage en pierre de taille, comprend un escalier mécanique montant permettant uniquement la sortie depuis le quai en direction de Mairie d'Issy.

Accès à la station
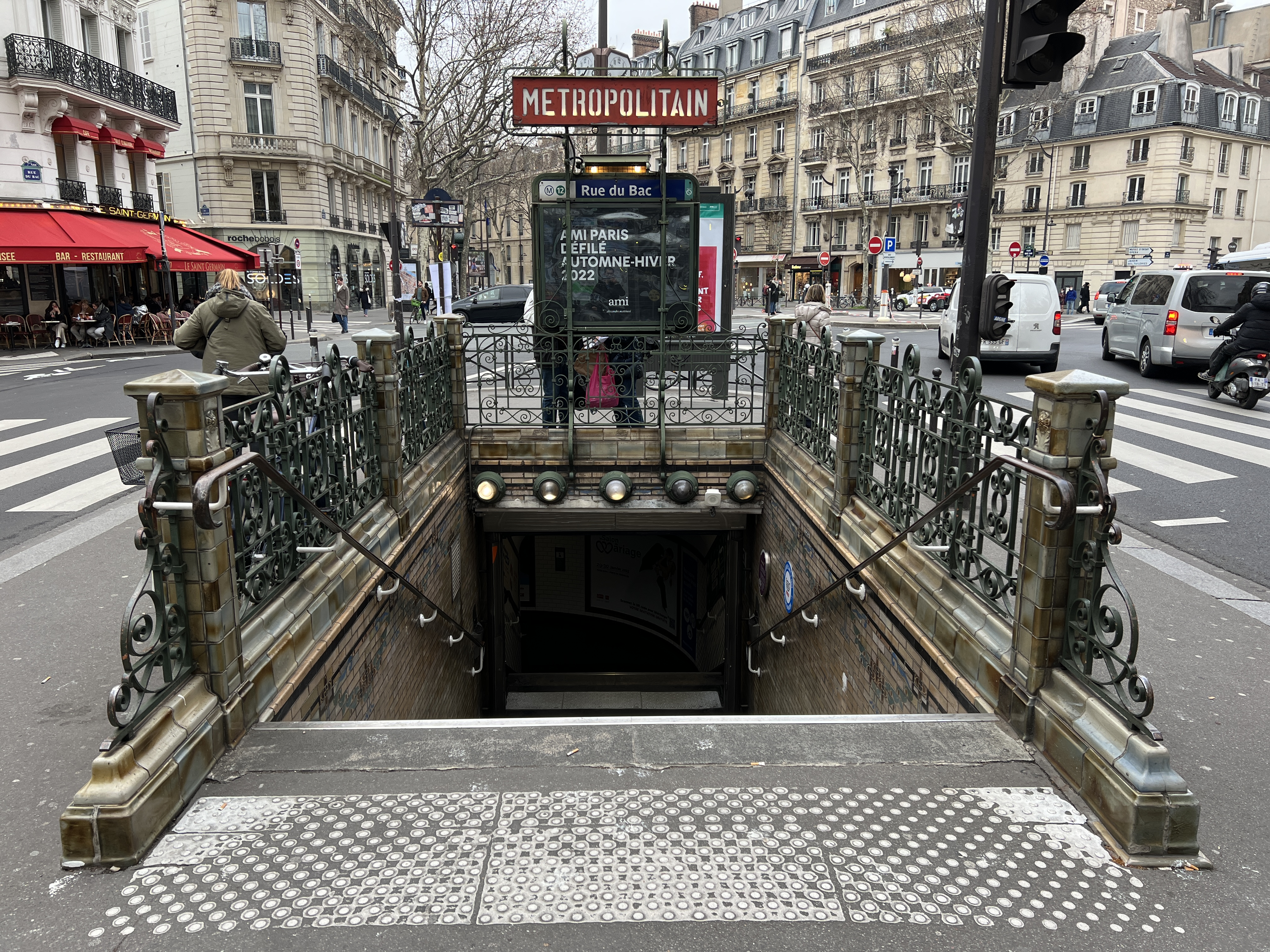
L'entrée de la station, par escalier fixe.
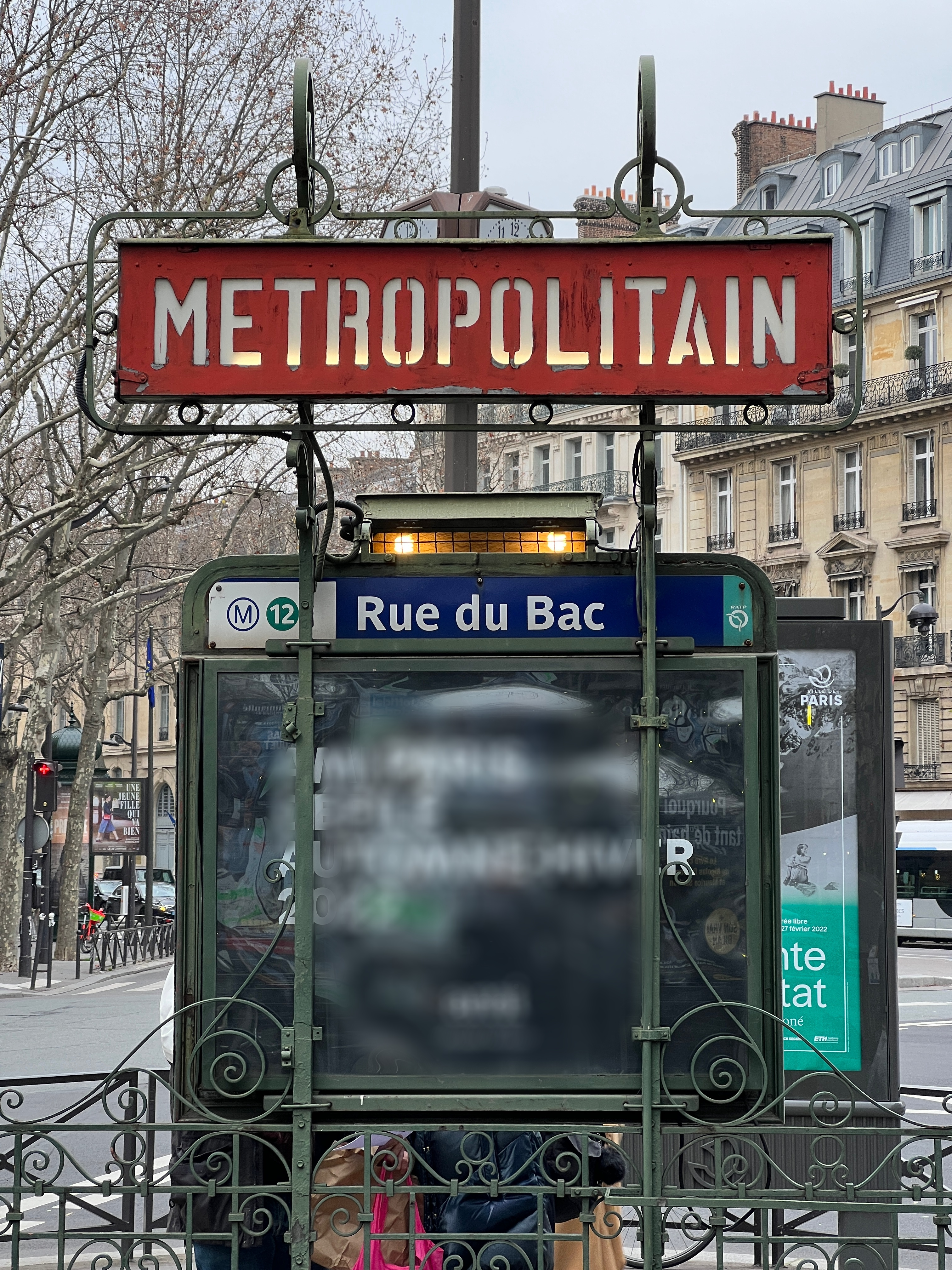
Signalétique Nord-Sud.
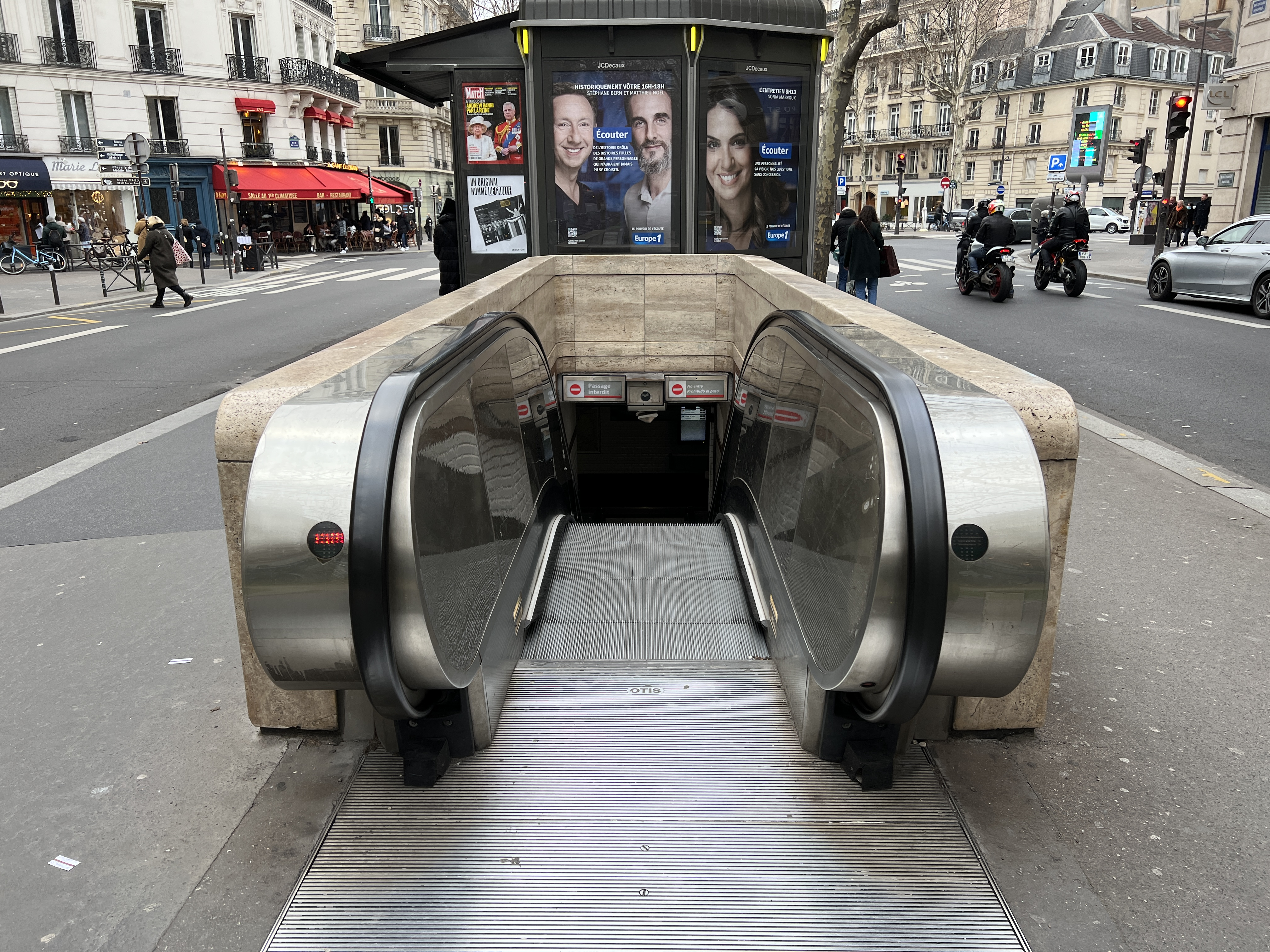
La sortie secondaire, par escalier mécanique.
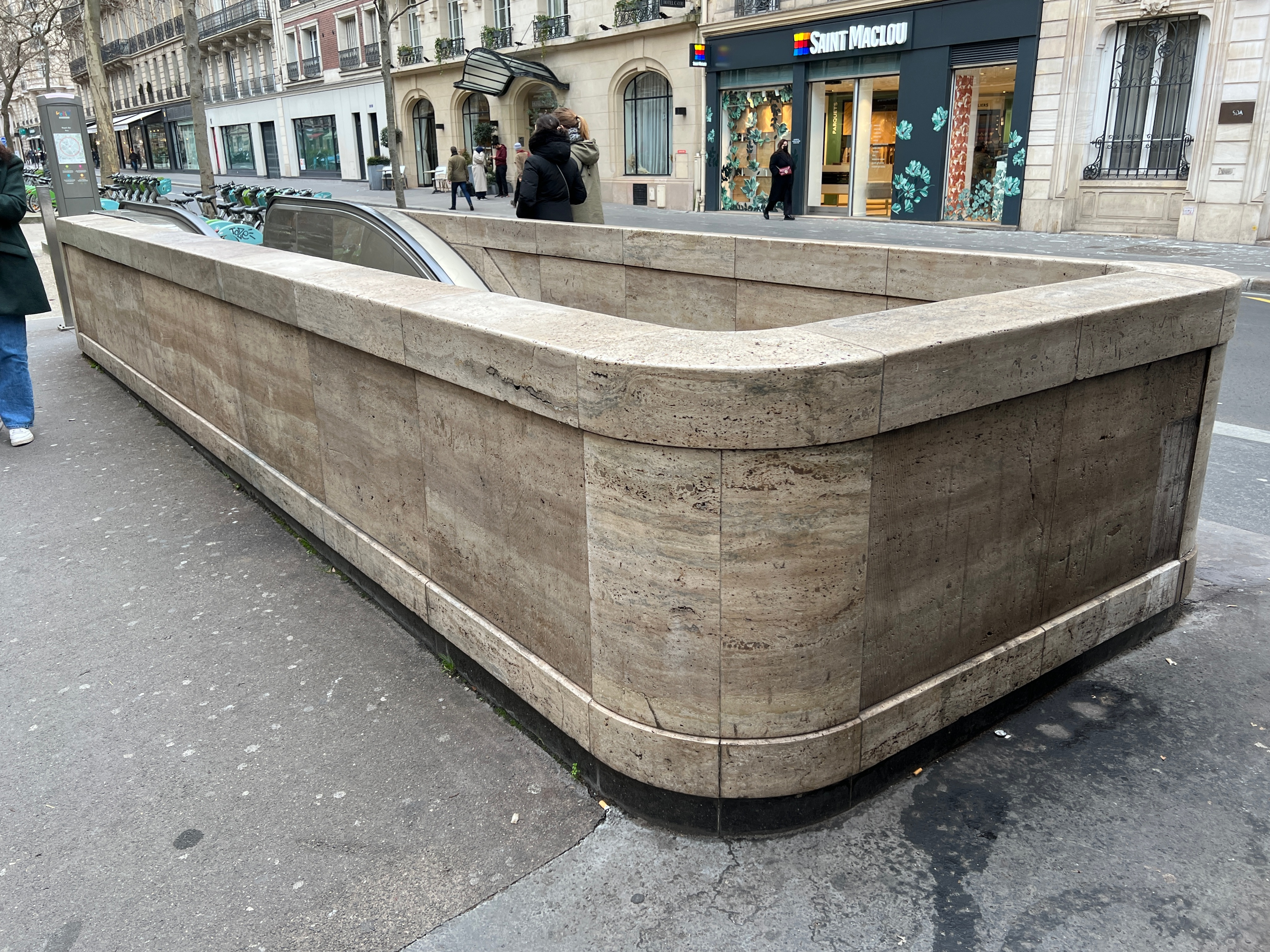
L'entourage en pierre de la sortie secondaire.

### Quais
Rue du Bac est une station de configuration standard pour le métro de Paris : elle possède deux quais, d'une longueur conventionnelle de 75 mètres, séparés par les voies du métro situées au centre et la voûte est semi-elliptique, forme spécifique aux anciennes stations du réseau Nord-Sud dont la partie inférieure des piédroits était verticale et non courbée comme dans les stations de sa concurrente, la CMP.
La décoration est de style « Andreu-Motte » avec deux rampes lumineuses marron orangé et des sièges « Motte » de couleur orange, ainsi que du carrelage marron plat recouvrant les banquettes maçonnées (lesquelles reçoivent les assises précitées) et le débouché d'un couloir de sortie secondaire. Ces aménagements sont mariés avec les carreaux en céramique blancs plats qui recouvrent les piédroits et les tympans. La voûte est simplement peinte en blanc, tandis que les seuils des deux principaux couloirs d'accès sont traités en carrelage blanc biseauté classique. Les cadres publicitaires sont métalliques et le nom de station est inscrit en police de caractères Parisine sur des plaques émaillées.
Il s'agit d'une des rares stations à présenter encore le style « Andreu-Motte » dans son intégralité, si l'on excepte les tympans (dont le traitement en carrelage plat de couleur n'était pas systématique) ainsi que les débouchés des principaux couloirs d'accès et de sortie.

Quais de la station
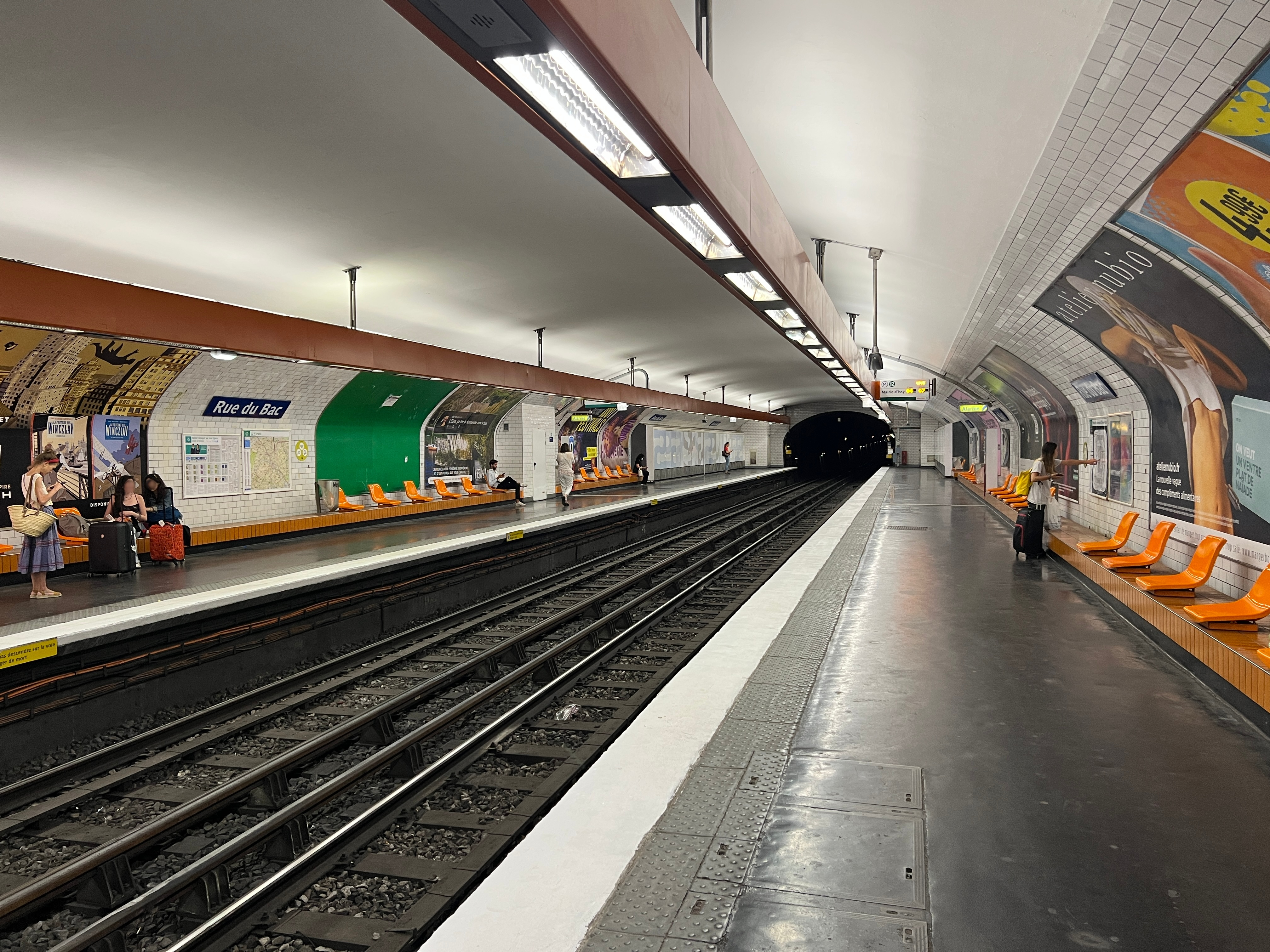
Vue des quais en direction de Mairie d'Issy.
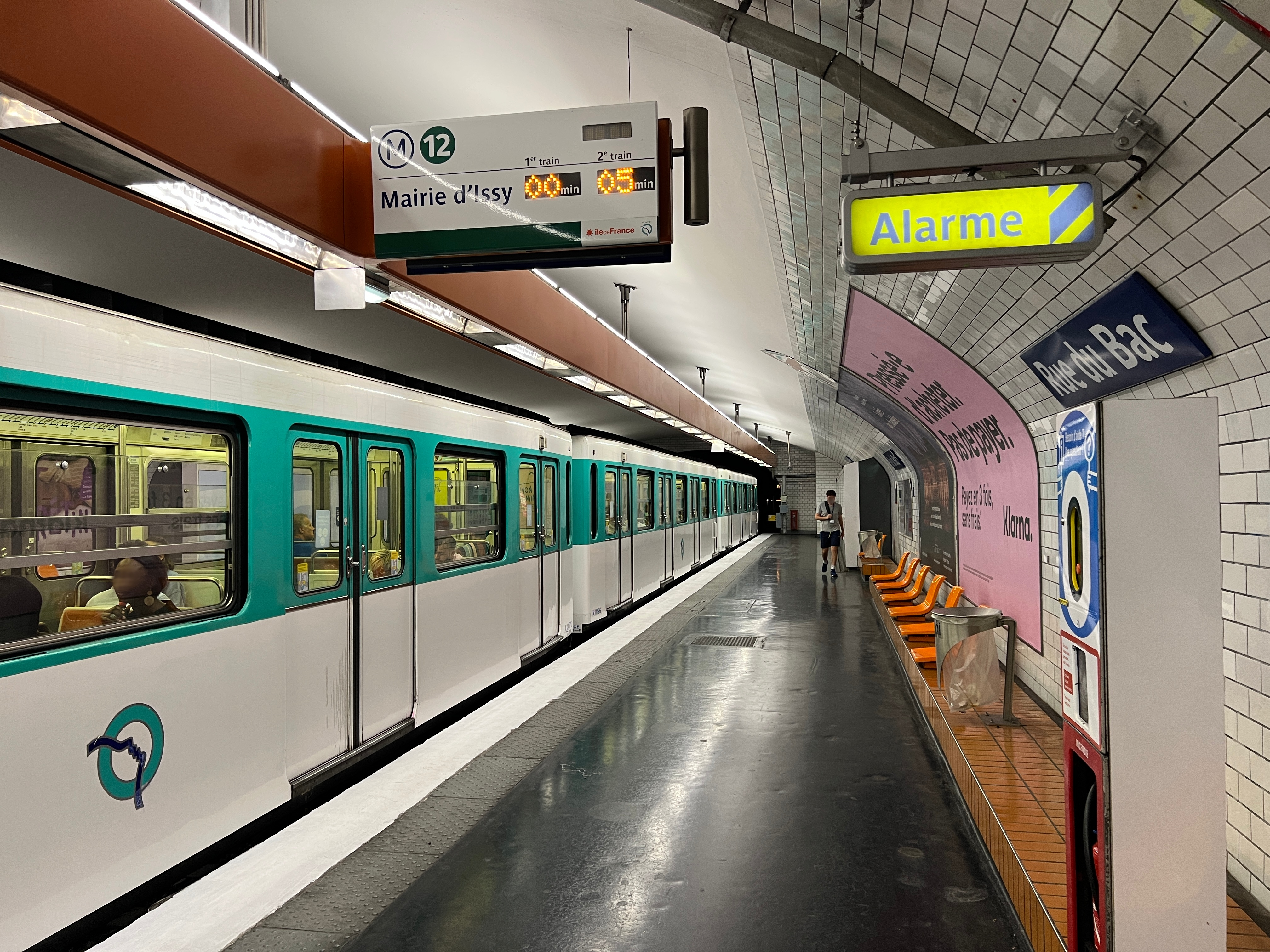
Rame MF 67 marquant l'arrêt en direction de Mairie d'Issy.
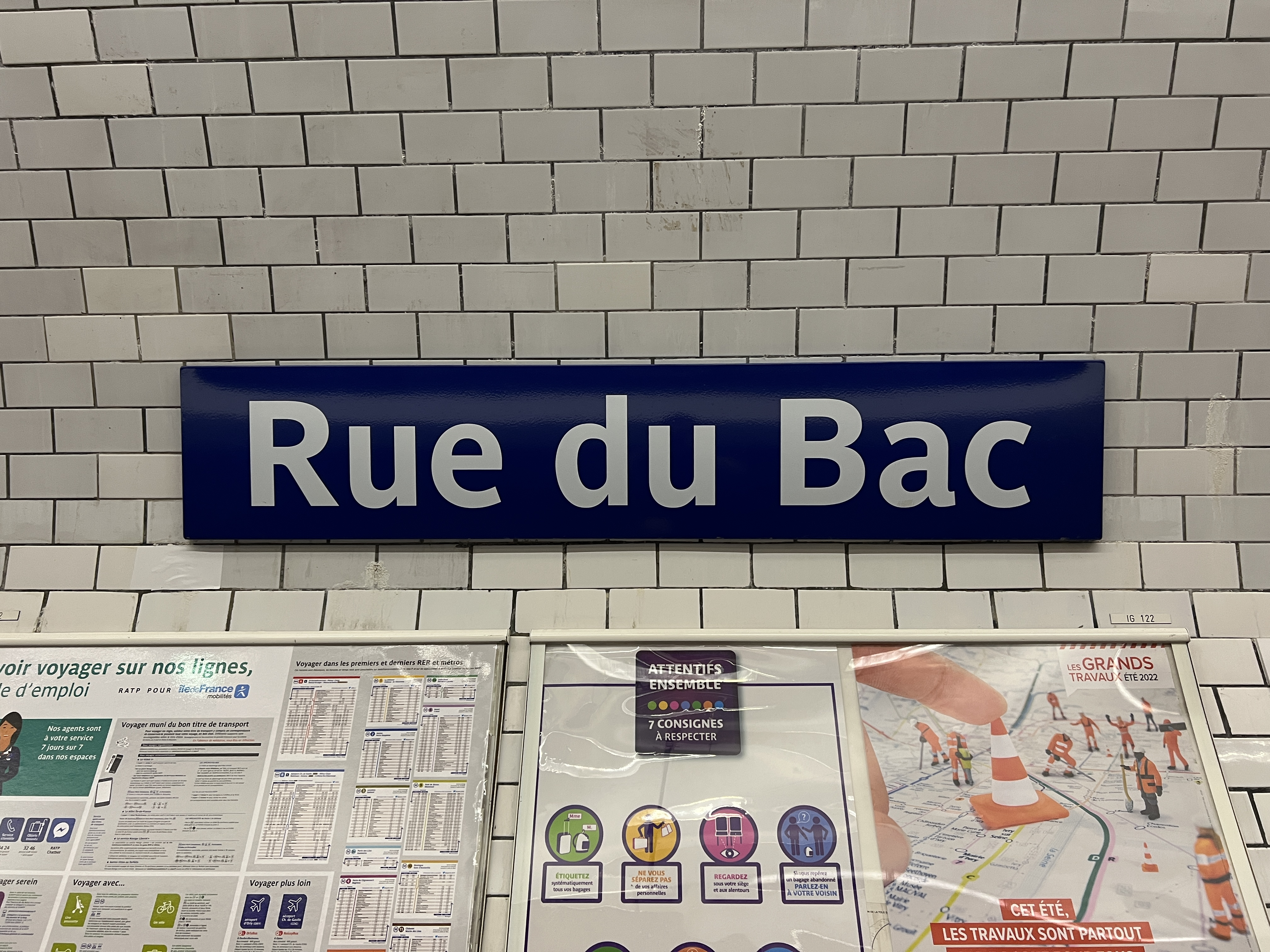
Plaque émaillée indiquant le nom de la station.

### Intermodalité
La station est desservie par les lignes 63, 68, 69, 83, 84, 87 et 94 du réseau de bus RATP.

## À proximité
- Musée Maillol
- Allée du Beau-Passage
- Église Saint-Thomas-d'Aquin
- Lycée Saint-Thomas-d'Aquin
- Institut d'études politiques de Paris (dit Sciences Po)
- Maison de Verre
- Lycée Paul-Claudel-d'Hulst
- Institut culturel italien de Paris
- Hôtel de Matignon
- Cathédrale Saint-Vladimir-le-Grand
- Université Paris-Cité